# Благодарний
Благодарний (рос. Благодарный) — місто у Ставропольському краї Росії. Адміністративний центр Благодарненського району.

## Географія
Знаходиться в центральній частині Благодарненського району.

## Населення
Національний склад
За підсумками перепису населення 2010 року, у населеному пункті проживали такі національності (національності менше 1 %, див. У виносці до рядка «Інші»)До 1939 року 40% населення були українцями, кудись поділись??їх асимілювали..
| Національність | чисельність | відсоток |
| -------------- | ----------- | -------- |
| Росіяни        | 26 817      | 81,95    |
| Цигани         | 2437        | 7,45     |
| Вірмени        | 1181        | 3,61     |
| Турки          | 582         | 1,78     |
| Інші           | 1708        | 5,22     |
| Разом          | 32 725      | 100,00   |

## Відомі люди
- Бершанська Євдокія Давидівна — радянська військова льотчиця, учасник Другої світової війни. Командир 46-го гвардійського нічного бомбардувального авіаційного полку, гвардії підполковник. Єдина жінка, нагороджена орденом Суворова.

### Народились
- Динейкін Григорій Іванович — директор Сєверодонецької теплоелектроцентралі (ТЕЦ) Ворошиловградської (Луганської) області, заступник міністра енергетики і електрифікації України. Народний депутат України 2-го скликання.
- Клименко Світлана Валентинівна (* 1937) — радянська та українська біологиня.
- Мороженко Ніна Миколаївна — український астроном, доктор фізико-математичних наук.